# (23784) 1998 QW15
1998 كيو دابليو 15 (ويعرف أيضًا باسم (23784) 1998 كيو دابليو 15 وفق تسمية الكوكب الصغير) (بالإنجليزية: 1998 QW15)‏ هو كويكب ضمن حزام الكويكبات؛ وترتيبه 23784 من حيث الاكتشاف.
اكتُشف هذا الجُرم الفلكي بواسطة Pierre Antonini ‏ في 22 أغسطس 1998.

## وصلات خارجية
- (23784) 1998 QW15 في قاعدة بيانات مختبر الدفع النفاث لأجرام النظام الشمسي الصغيرة

- الاكتشاف · مخطط المدار ·  العناصر المدارية · المعلمات المادية

- (23784) 1998 QW15 على موقع ويكي سكاي: DSS2, SDSS, GALEX, IRAS, Hydrogen α, X-Ray, Astrophoto, Sky Map, Articles and images